# Caridad Bravo Adams
Caridad Bravo Adams (Villahermosa, 14 de janeiro de 1908 — Cidade do México, 13 de agosto de 1990) foi uma escritora mexicana.
Filha de atores cubanos, Caridad dedicou sua vida à criação de histórias dramáticas para radionovelas, telenovelas e filmes. Suas histórias têm sido trazidas para a televisão em toda a América Latina, sendo as duas mais famosas Corazón salvaje e La Mentira, que foram adaptados em vários países. Ela se destacou na criação de histórias para telenovelas no México.
Seus últimos dias passou em La Casa del Actor na Cidade do México. Ela faleceu de causas naturais. Após a sua morte, a Editorial Diana publicou compilações de suas histórias de romances para a televisão. Ela escreveu mais de 30 livros, onde até hoje são retirados argumentos para telenovelas.

## Biografia
Caridad Bravo Adams era filha de jovens atores cubanos que migraram para a cidade de Villahermosa, e irmã do ator Leo Bravo, que foi um dos pilares da televisão venezuelana. Aos 16 anos, Caridad escreveu seu primeiro livro de poesia intitulado Pétalos Sueltos, seguida por outros livros do mesmo genêro.
Na década de 1930 residiu na Cidade do México, se dedicando ao jornalismo e atuação. Seu trabalho jornalístico assume a forma do Ateneo Mexicano de Mujeres até 1936, quando ela decidiu regressar a Cuba, lá escreveu a famosa radionovela Yo no creo en los hombres, primeira peça melodramáticos do seu trabalho.
Realizou mais uma dúzia de romances históricos sobre a independência de Cuba. Com o governo de Fidel Castro, Caridad decidiu sair da ilha e se exilar no México, onde escreveu romances como La Mentira, Corazón salvaje, Bodas de odio e Paraíso Maldito, obras que a converteram na mais prolífica escritora popular do gênero na América Latina.

## Adaptações para o Brasil
- Calúnia - Brasil (1966)
- Canavial de Paixões - Brasil (2003)
- Jamais Te Esquecerei - Brasil (2003)
- Corações Feridos - Brasil (2012)

## Adaptações
- Domenica Montero - México (1978), original de Inés Rodena
- J. J. Juez - México (1979), original de Arturo Moya Grau